# LDLRAD3
LDLRAD3 (англ. Low density lipoprotein receptor class A domain containing 3) – білок, який кодується однойменним геном, розташованим у людей на 11-й хромосомі. Довжина поліпептидного ланцюга білка становить 345 амінокислот, а молекулярна маса — 37 419.
| 10         |  | 20         |  | 30         |  | 40         |  | 50         |
| ---------- |  | ---------- |  | ---------- |  | ---------- |  | ---------- |
| MWLLGPLCLL |  | LSSAAESQLL |  | PGNNFTNECN |  | IPGNFMCSNG |  | RCIPGAWQCD |
| GLPDCFDKSD |  | EKECPKAKSK |  | CGPTFFPCAS |  | GIHCIIGRFR |  | CNGFEDCPDG |
| SDEENCTANP |  | LLCSTARYHC |  | KNGLCIDKSF |  | ICDGQNNCQD |  | NSDEESCESS |
| QEPGSGQVFV |  | TSENQLVYYP |  | SITYAIIGSS |  | VIFVLVVALL |  | ALVLHHQRKR |
| NNLMTLPVHR |  | LQHPVLLSRL |  | VVLDHPHHCN |  | VTYNVNNGIQ |  | YVASQAEQNA |
| SEVGSPPSYS |  | EALLDQRPAW |  | YDLPPPPYSS |  | DTESLNQADL |  | PPYRSRSGSA |
| NSASSQAASS |  | LLSVEDTSHS |  | PGQPGPQEGT |  | AEPRDSEPSQ |  | GTEEV      |

A: Аланін

C: Цистеїн

D: Аспарагінова кислота

E: Глутамінова кислота

F: Фенілаланін

G: Гліцин

H: Гістидин

I: Ізолейцин

K: Лізин

L: Лейцин

M: Метіонін

N: Аспарагін

P: Пролін

Q: Глутамін

R: Аргінін

S: Серин

T: Треонін

V: Валін

W: Триптофан

Кодований геном білок за функціями належить до рецепторів, ліпопротеїнів. 
Задіяний у такому біологічному процесі, як альтернативний сплайсинг. 
Локалізований у клітинній мембрані, мембрані.